# 颌须鮈碘泡虫
颌须鮈碘泡虫（学名：Myxobolus gnathopogoni）为碘泡科碘泡虫属的动物。在中国，分布于四川等，营寄生生活，寄生在银色颌须鮈的脾管。